# Крушари (дем Пела)
 Тази статия е за селото в Гърция.  За селото в България вижте Крушари.  
Круша̀ри, Крушара, Крушаре (на гръцки: Αμπελειές, Абелиес, катаревуса: Αμπελειαί, Абелие, до 1926 година Κρουσάρι, Крусяри), на турски Армутчи, е село в Егейска Македония, дем Пела на административна област Централна Македония.

## География
Селото е разположено на 150 m надморска височина в Солунското поле, на 5 km северно от град Енидже Вардар.

## История

### В Османската империя
В края на XIX век Крушари е чисто българско село в Ениджевардарска каза на Османската империя. Към 1900 година според статистиката на Васил Кънчов („Македония. Етнография и статистика“) Крушари (Армутчи) брои 320 жители българи.
Според Христо Силянов след Илинденското въстание в 1904 година цялото село (Кошари) минава под върховенството на Българската екзархия. По данни на секретаря на екзархията Димитър Мишев („La Macédoine et sa Population Chrétienne“) в 1905 година в Горно Крушари (Армут) (Gorno Krouchari Armout) има 512 българи екзархисти.
Кукушкият околийски училищен инспектор Никола Хърлев пише през 1909 година:
| „ | Крушаре (Армути), 10/III, 1 1/2 ч. от Вехти пазар. Всичко 55 български екзархийски къщи: 2 свои и 52 чифлик. Поминъкът е земеделие, малко бубарство и пчеларство. Черквата е затворена: тя притежава черничена градина, която дава 6 лири годишно. От Патриаршията се отказало в 1903 г., а първо българско училище се отваря сега. Училищното здание (в черковния двор) е двуетажно с изба, една само стая, голяма 4Х2 1/2Х2 m, таваносана, добре осветлявана. | “ |

През септември 1910 година селото пострадва по време на обезоръжителната акция на младотурците. Арестувани са 7 селяни и учителят Атанас Попчев, които са пребити, защото са бивши членове на ВМОРО.

### В Гърция
През Балканската война селото е окупирано от гръцки части и остава в Гърция след Междусъюзническата война. Затворени са българските църкви и училища.
Боривое Милоевич пише в 1921 година („Южна Македония“), че Крушаре има 45 къщи славяни християни.
По официален път 29 души се изселват в България. В 1926 година е прекръстено на Амбелие. В селото няма заселени гръцки малоазийски бежанци.
Селото пострадва от Гражданската война (1946 - 1949) - много от жителите му загиват и много емигрират в социалистическите страни.
Селото произвежда предимно грозде и памук, като е развито и скотовъдството.
| Година    | 1913 | 1920 | 1928 | 1940 | 1951 | 1961 | 1971 | 1981 | 1991 | 2001 | 2011 | 2021 |
| --------- | ---- | ---- | ---- | ---- | ---- | ---- | ---- | ---- | ---- | ---- | ---- | ---- |
| Население | 430  | 422  | 469  | 701  | 758  | 960  | 1002 | 963  | 1162 | 1095 | 1159 | 1003 |

## Личности
Родени в Крушари
- Георги Сотиров Попчев (1921 – 1945), български военен деец, подофицер, загинал през Втората световна война[13]
- Тодор Чифтеов, ренегат от ВМОРО

Починали в Крушари
- Апостол войвода (1869 – 1911), български революционер
- Георги Мучитанов (1882 – 1911), български революционер
- Васил Пуфката (? – 1911), български революционер
- Тодор Дойчинов (1921 – 1947), гръцки партизанин и деец на НОФ

## Галерия
- Изглед към селото
- Изглед към селото
- Паметник „На загиналите за родината 1912 – 1950 година“